# Dubaï Tour
Le Dubaï Tour est une course cycliste par étapes organisée à Dubaï, aux Émirats arabes unis, entre 2014 et 2018.
Lors de sa première édition, en 2014, le Dubaï Tour est classé en catégorie 2.1. Il passe en catégorie 2.HC lors de l'édition suivante. En 2019, l'épreuve fusionne avec le Tour d'Abou Dabi, une épreuve World Tour, pour former l'UAE Tour qui devient également une course de l'UCI World Tour.

## Format de la course

### Histoire et parcours
La course est organisée par Dubai Sports Council en partenariat avec RCS Sport. Elle a lieu pour la première fois entre le 5 et le 8 février 2014. La course est une compétition composée de quatre étapes, principalement sur un parcours plats, avec des parties plus escarpées. En 2015, la deuxième édition de la course est classée en 2.HC, ce qui signifie que plus d'équipes de l'UCI World Tour peuvent participer à l'événement.

### Maillots distinctifs
Pendant la course, le leader du classement général porte un maillot bleu, le leader du classement par points est désigné par un maillot rouge et le meilleur jeune par un maillot blanc. La course n'attribue pas de maillot de meilleur grimpeur.

## Palmarès
| Année | Vainqueur      | Deuxième            | Troisième         |
| ----- | -------------- | ------------------- | ----------------- |
| 2014  | Taylor Phinney | Steve Cummings      | Lasse Norman Leth |
| 2015  | Mark Cavendish | John Degenkolb      | Juan José Lobato  |
| 2016  | Marcel Kittel  | Giacomo Nizzolo     | Juan José Lobato  |
| 2017  | Marcel Kittel  | Dylan Groenewegen   | John Degenkolb    |
| 2018  | Elia Viviani   | Magnus Cort Nielsen | Sonny Colbrelli   |

## Statistiques

### Liste des podiums par pays
|   | Pays        | Vainqueur | Deuxième | Troisième | Total |
| - | ----------- | --------- | -------- | --------- | ----- |
| 1 | Allemagne   | 2         | 1        | 1         | 4     |
| 2 | Italie      | 1         | 1        | 1         | 3     |
| 3 | Royaume-Uni | 1         | 1        | 0         | 2     |
| 4 | États-Unis  | 1         | 0        | 0         | 1     |
| 5 | Danemark    | 0         | 1        | 1         | 2     |
| 6 | Pays-Bas    | 0         | 1        | 0         | 1     |
| 7 | Espagne     | 0         | 0        | 2         | 2     |